# 1642 Hill
Az 1642 Hill (ideiglenes jelöléssel 1951 RU) a Naprendszer kisbolygóövében található aszteroida. Karl Wilhelm Reinmuth fedezte fel 1951. szeptember 4-én, Heidelbergben.